# Y nadie más que tú
Y nadie más que tú (en inglés: Irreplaceable You) es una película estadounidense de romance y comedia dramática dirigida por Stephanie Laing y escrita por Bess Wohl. La película está protagonizada por Gugu Mbatha-Raw y Michiel Huisman. Fue estranada por Netflix a nivel mundial el 16 de febrero de 2018.

## Sinopsis
Los recién prometidos Abbie y Sam han sido los respectivos amores de sus vidas desde el colegio. Cuando el futuro que imaginaban se trunca trágicamente, su relación se enfrenta a una prueba definitiva.

## Reparto
- Gugu Mbatha-Raw como Abbie.
  - Celeste O'Connor como Abbie Adolescente. 
    - Alyssa Cheatham como Abbie Joven.
- Michiel Huisman como Sam.
  - Sawyer Barth como Sam Adolescente. 
    - Zacarías Hernández como Sam Joven.
- Christopher Walken como Myron.
- Steve Coogan como el Mitch.
- Timothy Simons como Dominic.
- Tamara Tunie como Jane.
- Jacki Weaver como Estelle.
- Gayle Rankin como Mira.
- Brian Tyree Henry como Benji.
- Kate McKinnon como Glass Half Full Kate.
- Jessie Ennis como Melanie.
- Glenn Fleshler como Mean Phil.